# Dawood Hosni
Dawood Hosni (né David Haim Levi le 26 février 1870, et mort le 10 décembre 1937) est un compositeur égyptien.

## Biographie
Il nait dans une famille de Juifs égyptiens karaïtes. Son père, Khidr Hossnei, est bijoutier. Dawood Hosni est apprenti chez un relieur, Sukkar Bookshop, à l'âge de dix ans ; un client, Cheikh Mohammed Abdu, l'encourage à étudier la musique et le chant. Bien que son père refuse qu'il soit musicien, il se rend à Mansoura, où il étudie auprès du compositeur Mohammed Sahabaari. Il apprend à composer et à jouer de l'oud, et à son retour au Caire, il chante les compositions de Cheikh Mohammad Abdelrahim (connu sous le nom d'El-Masloub). À l'âge de vingt ans, il écrit de la musique, dans les genres adwar, taqtuqa et qasida, imitant le style de chant de Mohammed Uthman dont il interprète les œuvres en 1932. 
Il compose aussi le premier opéra égyptien, "Shamshoon et Delilah".
Hosni compose pour de nombreuses comédies musicales, interprétées par Ukasha, Muneera al-Mahdia, Naguib al-Rihani, Ali al-Kassar et Muhammed Bahgat, tels que "Marouf al-Askafee", "Sabah", "al Brensissah", "al Layalee al Milah " et " al Ghandoura ". C'est un professeur d'Umm Kulthum et d'Amal al-Atrash qu'il appelait " Asmahan ".
La première épouse de Hosni, Qamar (« Lune »), meurt jeune. Il est possible qu'il ait composé la chanson « Qamar al Layli » (« Lune de nombreuses nuits », dans le style maqam) en son honneur. Il se marie une seconde fois en 1920 et a deux enfants. Sa dernière œuvre est composée à l'occasion d'un programme pour la radio nationale. Il meurt en 1937.
Son fils Yitzhak HaLevi (Abu Badia) fait son aliyah et, en décembre 1977, participe aux pourparlers de paix entre Israël et l'Égypte qui ont lieu à la maison Mena, en Égypte.